# Aeropuerto de Lübeck
El Aeropuerto de Lübeck-Blankensee (IATA: LBC, OACI: EDHL), denominado por algunas aerolíneas como Aeropuerto de Hamburgo-Lübeck, es un aeropuerto en Alemania localizado a 8 km al sur del centro de Lübeck y a 54 km al noreste de Hamburgo. El aeropuerto atiende el área metropolitana de Hamburgo y es el segundo en importancia después del Aeropuerto de Hamburgo.
El principal accionista del aeropuerto es la ciudad de Lübeck. El aeropuerto tiene siete mostradores de facturación, un control de seguridad e internet, una tienda duty-free y Wi-Fi.

## Historia
En 1916, comenzó la construcción del aeropuerto, y se concluyó en 1917. Las operaciones de la base área de Lübeck comenzaron poco después de su conclusión. Con el final de la Primera Guerra Mundial la base aérea fue cerrada. En 1933, el aeropuerto fue reabierto y la base aérea volvió a iniciarse con un mayor número de aeronaves Durante el Bloqueo de Berlín la Real Fuerza Aérea británica efectuó vuelos con DC 3 Dakota para abastecer a Berlín y refugiados al oeste de Alemania. Tras la reunificación de Alemania, el aeropuerto comenzó a crecer fuertemente. Un gran número de aerolíneas comenzaron a volar desde Lúbeck-Blankensee. En 1997, la terminal de llegadas fue remodelada y ampliada. Ryanair comenzó sus operaciones en 2000 con su primer vuelo a Londres-Stansted. Desde entonces, Ryanair amplió sus rutas con vuelos a Palma de Mallorca, Alicante, y Alghero en 2009, y posteriormente a Milán-Bergamo, Barcelona-Gerona, Dublín, Edimburgo, Pisa, Estocolmo-Skavsta y Fráncfort del Meno-Hahn en 2011. 
Infratil compró el 90% del aeropuerto en noviembre de 2005, y planeó recuperar su inversión a finales de octubre de 2009. Ryanair se encuentra en negociaciones para abrir una base en el horarios de vuelos del horario de invierno 2009/2010.

## Aerolíneas y destinos

### Destinos internacionales
| Ciudades por países | Nombre del aeropuerto              | Aerolíneas                                                          |
| Asia                | Asia                               | Asia                                                                |
| ------------------- | ---------------------------------- | ------------------------------------------------------------------- |
| Turquía             |                                    |                                                                     |
| Antalya             | Aeropuerto de Antalya              | Corendon Airlines (estacional) (inicia el 15 de septiembre de 2025) |
| Europa              |                                    |                                                                     |
| España              |                                    |                                                                     |
| Málaga              | Aeropuerto de Málaga-Costa del Sol | Ryanair                                                             |
| Palma de Mallorca   | Aeropuerto de Palma de Mallorca    | Ryanair                                                             |
| Reino Unido         |                                    |                                                                     |
| Londres             | Aeropuerto de Londres-Stansted     | Ryanair                                                             |

## Estadísticas
Ver fuente y consulta Wikidata.

## Transporte terrestre
- En coche: Autopistas A1 y A20 en la salida Lübeck-Süd (Lübeck-Sur);
- En tren: La línea Regional 21 atiende un servicio cada hora entre Lübeck Hauptbahnhof (Estación Central de Lübeck) y Lüneburg (Luneburgo), con parada en la estación Lübeck Flughafen (Aeropuerto de Lübeck). Tanto desde Lübeck como desde Lüneburg es posible conectar con otras ciudades como Hamburgo, Kiel, Schwerin y Hannover.
- En bus: La línea de bus 6 conecta el aeropuerto cada 20 minutos con la Estación Central de Lübeck (Lübeck Hauptbahnhof/ZOB). Otras líneas de autobuses conectan el aeropuerto con la Estación Central de Hamburgo (Hamburg Hauptbahnhof/ZOB).

## Ampliación
El plan de ampliación incluye las siguientes mejoras:
- Ampliación de pista hasta 2257 m.
- Ampliación de pistas hacia el norte y sur de pista, posibilidad de aparcar hasta 9 aviones clase "C"(Boeing 737, Airbus A320) y un avión clase "D" (Boeing 767, Airbus 300),
- Diseño de una nueva terminal (aprox. 40,000m²) e instalaciones perimetrales para los servicios de handling.
- Construcción de luces de navegación y reubicación de la línea central de toma tras la ampliación de pista, sistemas de rodadura y plataforma.
- Instalaciones de navegación CAT II/III en la pista 07. E ILS CAT I en la 25.
- Ampliación del lado tierra con acceso a la terminal y ampliación del aparcamiento con unas 5.500 plazas adicionales.
- Construcción de instalaciones para aviación general, mantenimiento de aviones y clubes de vuelos.